# Sr. Corelli
Francis Corelli o Sr. Corelli (interpretado por Greg Baker) es uno de los personajes de la serie de Disney Channel: Hannah Montana.

## Puesto como profesor
El Sr. Corelli enseña a Miley, Oliver, y Lilly en la escuela: Inglés, Geografía, y Drama. Ahora les enseña Historia en la escuela secundaria. Tiene diferente acento con cada uno de sus alumnos, como cuando enseñaba a la gran estrella de cine y celebridad Jake Ryan. También acepta el buen comportamiento de Sarah, aunque no la soporta cuando habla sin parar de las buenas obras que hace.

## Otra información
Vive con su madre y es bastante parecido a un "friki" de los cómics. No puede resistirse a comer dulces, y esta regordete. Y en una ocasión se descubre que está enamorado de la profesora de Lengua.
- Datos: Q6133524